# Alice di Saluzzo
Alice di Saluzzo (Saluzzo, ... – Shropshire, 25 settembre 1292) figlia di Tommaso I di Saluzzo, fu una delle prime nobili italiane ad andare in sposa in Inghilterra.

## Biografia
Alice di Saluzzo nacque in data imprecisata a Saluzzo, vicino a Cuneo, da Tommaso I di Saluzzo e da Luigia di Ceva (morta il 22 agosto 1291 o 1293). 
Suo padre era un nobile potente che aveva portato stabilità e pace nel proprio marchesato e che seppe anche ampliarne i confini. Sua madre Luigia era anch'essa di origini piemontesi e sua nonna materna era una d'Este.
Prima del 1285 Alice sposò Riccardo FitzAlan, VIII conte di Arundel, Alice, insieme alla zia paterna Alasia di Saluzzo che sposò un De Lacy, fu una delle prime italiane a sposarsi oltre la Manica. Questo matrimonio era stato organizzato dalla moglie di Enrico III d'Inghilterra, Eleonora di Castiglia, che fece di Alice l'VIII contessa di Arundel, quando Riccardo ereditò il titolo nel 1289.

## Discendenza
Dal marito, che combatté sia nelle guerre in Galles sia in quelle in Scozia, ebbe quattro figli:
- Edmund FitzAlan, IX conte di Arundel (1º maggio 1285 - 17 novembre 1326)
- John FitzAlan, che divenne prete
- Alice FitzAlan (morta il 7 settembre 1340)
- Margaret FitzAlan

Alice morì di cause sconosciute il 25 settembre 1292 e venne sepolta nell'abbazia di Haughmond nello Shropshire, quando suo marito morì nel 1302 venne tumulato accanto a lei.

## Ascendenza
|                         |   |                        | Genitori              |  |  | Nonni |  |  | Bisnonni             |  |  | Trisnonni              |  |
|                         |   |                        |                       |  |  |       |  |  | Bonifacio di Saluzzo |  |  | Manfredo II di Saluzzo |  |
|                         |   |                        |                       |  |  |       |  |  | Bonifacio di Saluzzo |  |  | Manfredo II di Saluzzo |  |
|                         |   | Alasia del Monferrato  |                       |  |  |       |  |  | Bonifacio di Saluzzo |  |  |                        |  |
| Manfredo III di Saluzzo |   |                        |                       |  |  |       |  |  | Bonifacio di Saluzzo |  |  |                        |  |
|                         |   | Maria di Torres        | …                     |  |  |       |  |  |                      |  |  |                        |  |
|                         |   | Maria di Torres        | …                     |  |  |       |  |  |                      |  |  |                        |  |
|                         |   | Maria di Torres        | …                     |  |  |       |  |  |                      |  |  |                        |  |
| Tommaso I di Saluzzo    |   | Maria di Torres        |                       |  |  |       |  |  |                      |  |  |                        |  |
|                         |   | Amedeo IV di Savoia    | Tommaso I di Savoia   |  |  |       |  |  |                      |  |  |                        |  |
|                         |   | Amedeo IV di Savoia    | Tommaso I di Savoia   |  |  |       |  |  |                      |  |  |                        |  |
|                         |   | Amedeo IV di Savoia    | Margherita di Ginevra |  |  |       |  |  |                      |  |  |                        |  |
| Beatrice di Savoia      |   | Amedeo IV di Savoia    |                       |  |  |       |  |  |                      |  |  |                        |  |
|                         |   | Margherita di Borgogna | Ugo III di Borgogna   |  |  |       |  |  |                      |  |  |                        |  |
|                         |   | Margherita di Borgogna | Ugo III di Borgogna   |  |  |       |  |  |                      |  |  |                        |  |
|                         |   | Margherita di Borgogna | Beatrice d'Albon      |  |  |       |  |  |                      |  |  |                        |  |
| Alice di Saluzzo        |   | Margherita di Borgogna |                       |  |  |       |  |  |                      |  |  |                        |  |
|                         | … | …                      |                       |  |  |       |  |  |                      |  |  |                        |  |
|                         | … | …                      |                       |  |  |       |  |  |                      |  |  |                        |  |
|                         | … | …                      |                       |  |  |       |  |  |                      |  |  |                        |  |
| Giorgio di Ceva         | … |                        |                       |  |  |       |  |  |                      |  |  |                        |  |
|                         |   | …                      | …                     |  |  |       |  |  |                      |  |  |                        |  |
|                         |   | …                      | …                     |  |  |       |  |  |                      |  |  |                        |  |
|                         |   | …                      | …                     |  |  |       |  |  |                      |  |  |                        |  |
| Luisa di Ceva           |   | …                      |                       |  |  |       |  |  |                      |  |  |                        |  |
|                         |   | …                      | …                     |  |  |       |  |  |                      |  |  |                        |  |
|                         |   | …                      | …                     |  |  |       |  |  |                      |  |  |                        |  |
|                         |   | …                      | …                     |  |  |       |  |  |                      |  |  |                        |  |
| …                       |   | …                      |                       |  |  |       |  |  |                      |  |  |                        |  |
|                         |   | …                      | …                     |  |  |       |  |  |                      |  |  |                        |  |
|                         |   | …                      | …                     |  |  |       |  |  |                      |  |  |                        |  |
|                         |   | …                      | …                     |  |  |       |  |  |                      |  |  |                        |  |
|                         |   | …                      |                       |  |  |       |  |  |                      |  |  |                        |  |